# Puerto Arlen Siu
El Puerto Arlen Siu es un puerto fluvial y marítimo ubicado en El Rama, en la Región Autónoma de la Costa Caribe Sur de Nicaragua, aproximadamente a 292‑293 km al este de Managua. Es uno de los principales puertos del país en la costa Caribe y está administrado por la Empresa Portuaria Nacional (EPN).

## Historia y contexto
El puerto recibe su nombre en homenaje a la revolucionaria nicaragüense Arlen Siu Bermúdez, quien se convirtió en símbolo de la resistencia sandinista durante la dictadura somocista.

## Funciones e infraestructura
Ubicado en la margen del río Escondido, recibe embarcaciones de carga y pasajeros que navegan desde y hacia el mar Caribe. Es uno de los dos únicos puertos que manejan tráfico de contenedores en ese litoral, y el mayor del Caribe nicaragüense.

## Operaciones recientes
EPN ha promovido el puerto como parte de su red logística y seguridad, participando en eventos como prácticas de seguridad portuaria y la implementación de líneas navieras internacionales como Stella Line.